# Cercospora malvarum
Cercospora malvarum är en svampart som beskrevs av Sacc. 1881. Cercospora malvarum ingår i släktet Cercospora och familjen Mycosphaerellaceae.   Inga underarter finns listade i Catalogue of Life.